# Lajos bajor herceg
Lajos Vilmos bajor herceg (Herzog Ludwig Wilhelm in Bayern) (München, 1831. június 21. – München, 1920. november 6.), Erzsébet császárné és királyné legidősebb bátyja.

## Élete
Lajos Vilmos herceg Miksa József bajor herceg és Mária Ludovika Vilma bajor királyi hercegnő első gyermekeként született, Münchenben.
Az Aranygyapjas rend és a Svéd Sasrend lovagja. Egy színésznővel, Henriette Mendellel kötött morganatikus házassága miatt lemondott elsőszülötti jogáról. Ez a Wittelsbach-házban nagy botrányt kavart, annál is inkább, mert a párnak már volt egy gyermeke. Hogy mérsékeljék a házasság rangon aluli mivoltát, Henriette megkapta a Wallersee bárónői címet, de még így sem fogadta be őt a főrendi társaság. Erzsébet császárné és királyné örült Lajoséknak, Henriette-re húgaként tekintett. Lányuk, Marie Louise von Larisch-Moennich grófnő Erzsébet császárné kevés barátnőinek egyike volt. De a kettejük közti kapcsolat nem élte túl az áskálódásokat.
Henriette 1891-ben halt meg. Lajos később újra házasodott (ismét morganatikus) új felesége Barbara Antonie Barth lett, később ő is nemesi rangot kapott; Bartolf bárónője lett. Tőle 1913-ban vált el, Barbara pedig pár hónapra a válás után lányt szült, Ilonát. Csak később derült ki, hogy ez a lány Barbara és következő férjének törvénytelen gyermeke volt.
A müncheni Ostfriedhofban temették el, sírja ma is itt található.